# Niederungsburg

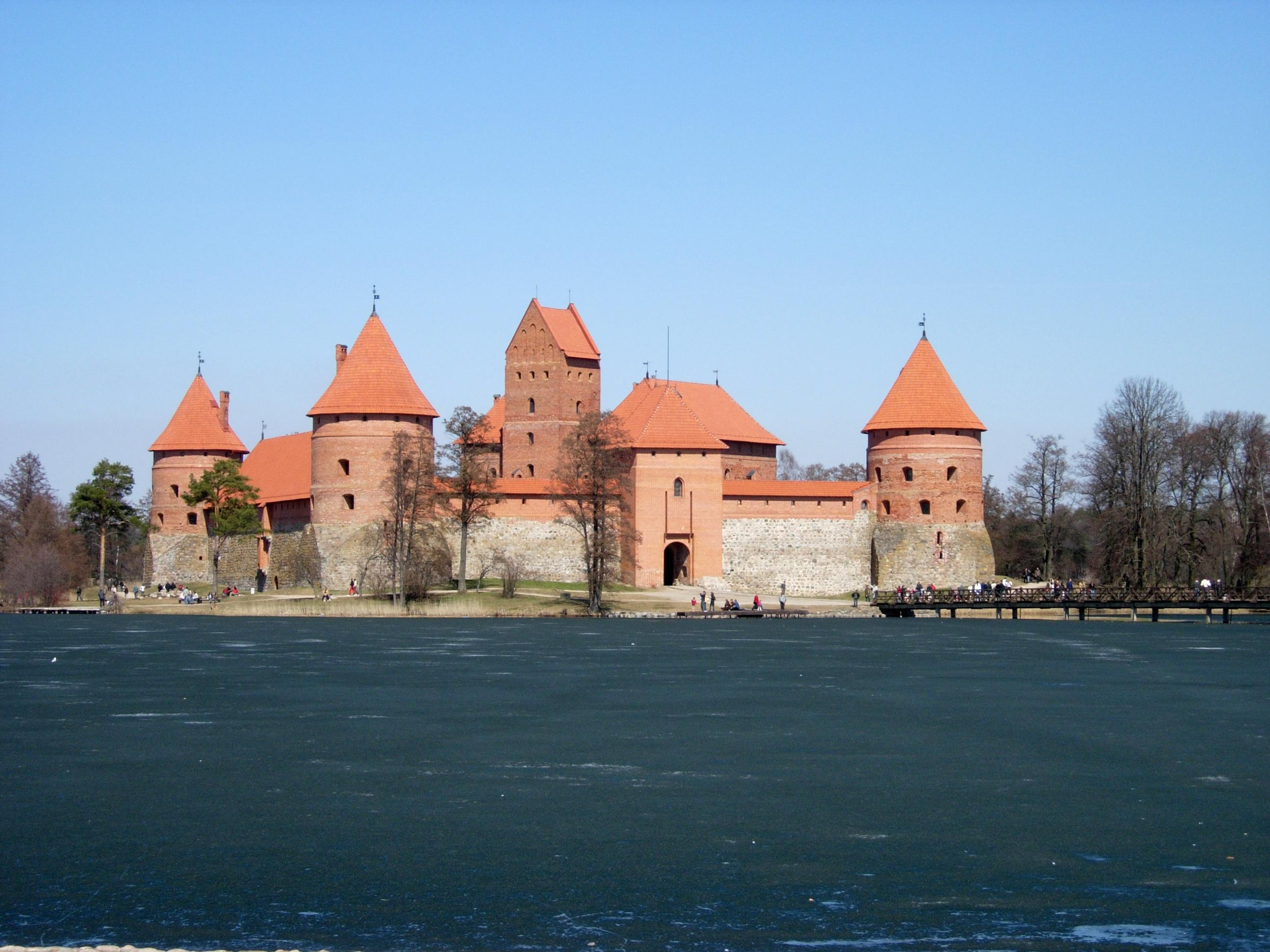
Burg Trakai (Litauen), eine Inselburg

Der Begriff Niederungsburg (auch Flachlandburg oder Tieflandburg genannt) bezeichnet nach der topographischen Burgtypologie Burgen, die im Flachland oder in einer Talsohle liegen. Sie werden grundlegend von den Höhenburgen unterschieden, die auf natürlichen Anhöhen errichtet sind. In Deutschland sind etwa 34 Prozent der nachgewiesenen Burganlagen Niederungsburgen.
Da Niederungsburgen nicht den Verteidigungsvorteil einer natürlichen Höhenlage haben, wurden bevorzugt andere gut zu verteidigende Bauorte gewählt, wie beispielsweise Fluss- oder Seeinseln oder Sumpfland. Fehlten solche natürlichen Hindernisse, kam den künstlichen Annäherungshindernissen, wie wassergefüllten oder trockenen Gräben, Wällen, Palisaden und Ringmauern eine erhöhte Bedeutung zu. Für die Überhöhung gegenüber dem umliegenden Gelände wurden künstliche Erdaufschüttungen angelegt (wie bei der Motte), und auch Wehrtürme erfüllten diesen Zweck.
Die frühmittelalterlichen Anlagen (unter anderem slawische und sächsische Burgen) haben oft einen schmalen tiefen Graben und hohe und steile Erdwälle.
Niederungsburgen sind naturgemäß vor allem in Tiefebenen anzutreffen, so beispielsweise im Norddeutschen Tiefland oder in den Niederlanden. Aber auch in Gebirgslandschaften wurden vereinzelt Niederungsburgen angelegt, beispielsweise im Tal als Inselburg auf einer Flussinsel (zum Beispiel Burg Pfalzgrafenstein).

## Typen

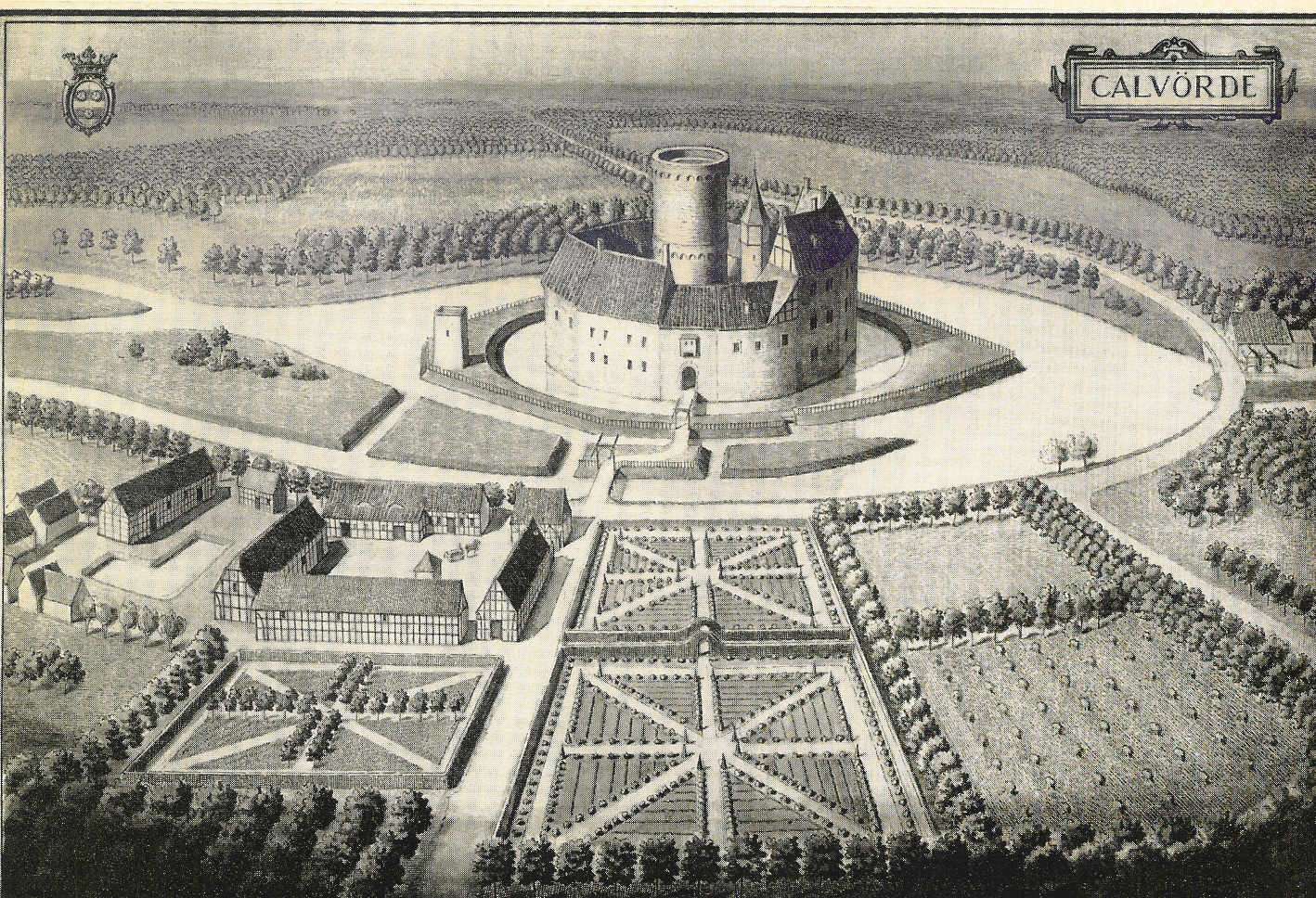
Der Wassergraben der Burg Calvörde war über ein Kanalsystem mit der Ohre verbunden

- Wasserburg: Oberbegriff für alle Burgtypen, die Wasser als Annäherungshindernis nutzten.

Anhand ihrer topographischen Lage lassen sich Niederungsburgen weiter unterteilen in:
- Flussburg: An einem Flussufer errichtete Burg, in der Regel zusätzlich von Wassergräben umgeben, die vom Flusswasser gespeist werden.
- Uferburg: Burg an einem Meeres- oder Seeufer. Wie bei der Flussburg stellen künstliche Gräben meistens eine Verbindung zum Gewässer her.
- Inselburg: Burg auf einer natürlichen, seltener auch künstlichen Insel in einem Fluss oder See.
- Sumpfburg: Burg in einer Sumpf- oder Moorlandschaft. Sie nutzte die natürliche Unzugänglichkeit des Geländes als Verteidigungsvorteil.
- Talburg: Burg in einer Talsohle.

Eine Sonderform sind sogenannte Talsperren, bei denen Wehranlagen im Tal durch Mauern mit Hang- oder Gipfelburgen verbunden sind, so dass dieser Burgtyp eine Kombination aus Höhenburg und Niederungsburg darstellt. Ein Beispiel hierfür sind die Burgen von Bellinzona.
Benennung nach der Funktion:
- Brückenburg: Eine Burganlage zur Überwachung und Sicherung eines Flussübergangs.
- Hafenburg: Eine Burg, die zum Schutz eines Hafens angelegt ist.

## Beispiele
Deutschland:
- Burg Nassenfels

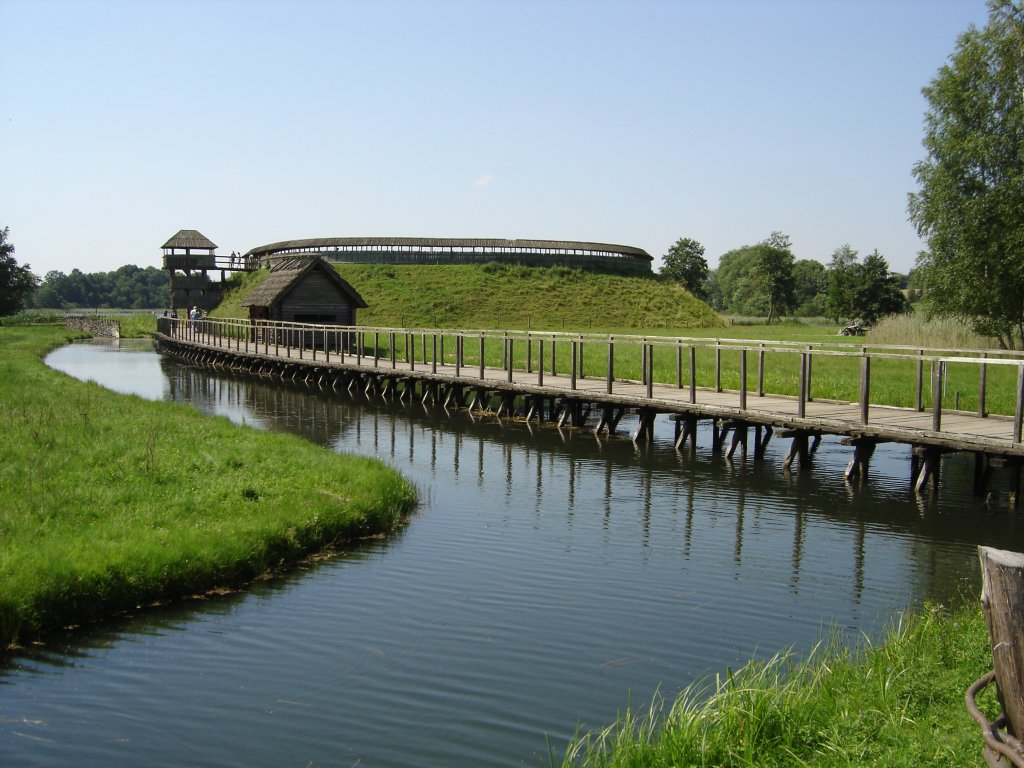
Groß Raden, frühmittelalterliche Burganlage

- Groß Raden, frühmittelalterliche slawische Inselburg
- Burg Dankwarderode, Landesburg der Braunschweiger Herzöge

Großbritannien:
- Caerlaverock Castle, Wasserburg mit dreieckigem Grundriss, Schottland
- Eilean Donan Castle, restaurierte Inselburg, Schottland
- Warwick Castle, Flussburg, England

Weitere Länder:
- Burg Beersel, spätmittelalterliche Backsteinburg, Belgien
- Ordensburg Marienburg, Sitz des Deutschen Ordens und größter Backsteinbau Europas, Polen
- Schloss Sully-sur-Loire, Wasserburg im Loire-Tal, Frankreich